# Hrvatsko zagorje
Hrvatsko zagorje je kulturno-povijesna hrvatska regija i zasebna prirodno-zemljopisna cjelina u sjeverozapadnom dijelu Hrvatske. Od Zagreba je odvojeno Medvednicom, odakle mu i naziv – „za gorom“. To je pretežno brežuljkast kraj između Medvednice, Kalnika, rijeke Drave, Sutle i Save čijim se središnjim dijelom, u smjeru zapad-istok, pruža gorski niz Maceljska gora – Strahinjščica – Ivanščica – Varaždinsko-topličko gorje koji dijeli Zagorje na dva dijela – sjeverno i južno. Sjeverni dio Zagorja obuhvaća veći dio Varaždinske županije, a južni Krapinsko-zagorsku županiju i maleni dio Zagrebačke županije. Sa zapadne strane se na Zagorje preko rijeke Sutle nadovezuje Slovenska Štajerska, odnosno područja Obsotelja i Kozjanskega, dok je Maceljsko gorje, odnosno Macelj hrvatsko-slovenska gora.
Slovenske Haloze se nastavljaju preko državne granice u Hrvatsku te se kod Vinice spuštaju pod dravske nanose. Rijeka Drava predstavlja granicu između Hrvatskog zagorja i Međimurja. Kalnik predstavlja granicu prema Podravini, a djelomično i Prigorju. Stanovnici Zagorja govore kajkavskim narječjem, odnosno kajkavskim jezikom, a njemu najsrodnije je Prleško narječje slovenskog jezika. Zbog višestoljetnog prisutstva njemačkog, austrijskog i mađarskog plemstva u Zagorju te zemljopisne blizine Austrije i Mađarske, Zagorci i danas često koriste tuđice iz spomenutih jezika u svakodnevnom govoru. Tradicijska izrada zagorskih drvenih igračaka, lepoglavska čipka te medičarski i licitarski proizvodi, zbog svojih su posebnosti i vrijednosti uvršteni na listu nematerijalnih dobara UNESCO-a.

## Geografski pregled
Hrvatsko zagorje se nalazi u sjeverozapadnom dijelu Republike Hrvatske. Različiti izvori malim dijelom varijaju u definiciji područja Hrvatskog zagorja, pa se površina (ovisno o definiciji) kreće između 1,890 i 2,147 km2. To je pretežito brežuljkasto područje uokvireno Medvednicom i Savom na jugu, rijekom Sutlom na zapadu, rijekom Dravom na sjeveru i Kalnikom na istoku. U krajoliku Hrvatskog zagorja prevladavaju blagi brježuljci čija nadmorska visina varira između 300 i 400 m. Najistaknutije nizove čine vrlo strme gore čija nadmorske visine variraju od 500 do 1061 m, dok se niži nizovi, samo po sastavu stijena i po strmim padinama, razlikuju od ostalih zagorskih gora. Važno je naglasiti da se sve toplice nalaze u Hrvatskom zagorju.

## Povijest

### Pretpovijest
Temeljem arheoloških nalaza moguće je zaključiti da je na području Hrvatskog zagorja, postojao organizirani život još tijekom brončanog doba odnosno za vrijeme trajanja tzv. kulture polja sa žarama. Populacija brončanog doba naseljavala je pred 3000 godina kameniti brijeg na kojem će se u srednjem vijeku stvoriti jezgra gradova i trgovišta. Najstariji tragovi naseljenosti u Zagorju potječu još iz Paleolitika. Kod Krapine su 1897. Pronađeni ostaci tzv. "krapinskog pračovjeka" iz starijeg kamenog doba. Mnoštvo keramičkih ulomaka, kameni kalup za lijevanje, brončane sjekire te tragovi nastambe ukazuju jasno da su postojali trajni oblici života na užem području grada Krapine u dalekoj prapovijesti. Nalazište pračovjeka u Krapini jedno je od najvećih europskih nalazišta.Na Hušnjakovu brdu kraj Krapine pronađeni su ostatci špiljskog čovjeka koji je poznavao vatru i živio od lova. Pripadao je poznatoj prethistorijskoj kulturi (Premousterien), za što postoje dokazi od oko 1200 komada kamenog oruđa. Na brijegu Podoštinje iznad Radoboja u 1850. godini pronađeno je 11 prethistorijskih humaka. Na njima je pored ostalog nađeno crijepovlje, komadi željeza te više posuda i žara. U potoku u blizini Radoboja pronađena je i kamena sjekira. Stvaranje tisućljetnog Rimskog Carstva, također nije mimoišlo ove krajeve. Dokaze o njihovom boravku na ovim prostorima nalazimo na više mjesta. U Mihaljekovom Jarku s južne strane Krapine pronađeni su 1895. godine žrtvenici boga Jupitera. Njih su dali podići Titus Accius Severus i Marcus Ulpius Placidinius viši časnici iz doba cara Komada (180. – 192. godine). Na tom mjestu bila je vjerojatno oružnička postaja i raskrižje cesta od Bednje preko Radoboja i Lepoglave s cestom na Krapinčici. Neka od ostalih špiljskih arheoloških nalazišta su: špilja Vindija, Osinec jama, Votla peć, Škedenj, Bračkova pećina, Šincekova jama i Velika pećina. Ostaci neandertalaca su zasad otkriveni još u špilji Vindiji, iako su u nekim drugim spomenutim špiljama dosad otkrivene kamene rukotvorine koje se pripisuju neandertalcima. Diljem Zagorja poznati su slučajni nalazi glačanih kamenih sjekira, a za koje se pretpostavlja da potječu iz mlađeg kamenog doba (neolitika) ili iz bakrenog doba (eneolitika). Jedno od prapovijesnih naselja iz spomenutog razdoblja prapovijesti je i Strugača I kod Bedekovčine. Ipak, najveći broj arheoloških nalazišta iz razdoblja prapovijesti potječe iz vremena brončanog i starijeg željeznog doba, odn. između 2500. i 500. g. pr. Kr., a karakteriziraju ga uglavnom visinska naselja (Lobor, Bojačno, Risvica, Krapinske Toplice, Stubičke Toplice, Brezovica, Krapina, Donja Stubica, Želimor, Kuča-gora, Gradinovec, Kameni vrh itd.). Danas se najveći broj arheoloških nalaza iz razdoblja prapovijesti s područja Zagorja čuva u Arheološkom muzeju u Zagrebu, a zatim u Gradskom muzeju u Varaždinu te u ostalim muzejima poput Muzeja Hrvatskog zagoja itd. Neki nalazi iz Zagorja, poput npr. ostave brončanih predmeta iz Kamene gorice, nalaze se u Naturhistorisches Museumu u Beču.

### Antika
Na naseljenost u kasnijim razdobljima, poput antike upućuju razmjerno brojna arheološka nalazišta (npr. Rimske Aquae Iasae, današnje Varaždinske Toplice), Plemenščina kod Pregrade, Mihaljekov jarek kod Krapine. Kao i ostali hrvatski krajevi i područje današnjeg Hrvatskog zagorja ulazi u ono povijesno razdoblje kada su rimljani zaokruživali svoje sjeverne posjede i utvrđivali granice Imperije na Dunavu. Krak ceste od Ptuja (Poetovio) prema Savi, čini se da je prolazio tjesnacem kod Krapine, pa se ovdje zadržalo nekoliko značajnijih arheoloških nalaza, koji govore o postojanju rimskog naselja s vojničkim u putnim servisom, kakav je bio uobičajen u cestovnom sustavu starog vijeka u krajevima koje su kontrolirali predstavnici rimskog carstva. Osim uz ceste većih prometnih vrijednosti na tragove Rimljana može se naići i uz termalne izvore i rudnike. O nazočnosti Rimljana na području Zagorja govori nam i spomenik iskopan u Loboru 1857. godine koji je smješten u Arheološkom muzeju u Zagrebu. Za njega se pretpostavlja da datira od početka 3. stoljeća poslije Krista, te da je na mjestu današnjeg Lobora bila rimska naseobina.

### Srednji vijek
Srednji vijek, na svoj način, ugradio je novi kamen u oblikovanje života u današnjim općinskim središtima i gradovima Županije.Prema dostupnim podacima, pisana povijest današnjeg područja Hrvatskoga zagorja započinje krajem 12. stoljeća. Kontinuirana naseljenost započela je od kraja XII. stoljeća podizanjem utvrđenih gradova (Krapina, Oštrc, Belecgrad, Loborgrad itd.) U sačuvanim pisanim dokumentima Krapina se spominje prvi puta 1193. godine. Ona se spominje već 1222. godine u povelji Herceg Bele gdje se imenuje i Petar Knez iz Krapine kao glava Hrvatske plemenske župe. Godine 1399. hrvatsko-ugarski kralj Sigismund Zagorje dade u posjed celjskim grofovima. Nadalje Hrvatsko – ugarski kralj Sigismund je 1399. godine uz posjed gradu Krapini (Castrum Carpone) dodijelio je poglavaru grada i titulu Velikog župana zagorskog. Tijekom 13. stoljeća pa do polovice 14. stoljeća trajao je proces oblikovanja strukture naselja, koja danas čine gradove i općinska središta regije. Drugim riječima, u tom razdoblju stvorene su jezgre od kojih je na ovim prostorima krenuo povijesni, gospodarski, upravni i kulturni razvoj administrativnog područja koje se danas, 800 godina kasnije,naziva Zagorjem. Nicanje srednjovjekovnih burgova u 13. i 14. stoljeću te njihova pregradnja, inicira u vrijeme borbi s Turcima nije povukla sa sobom i jače grupiranje naseobina tj. Današnjih općinskih središta i gradova. Naime, stanovništvo je i dalje ostajalo u svojim, mahom drvenim kućama, a napuštalo ih je tek u trenucima krajnje opasnosti, dakle u vrijeme turskih navala, sklanjajući se i braneći istovremeno. Zbog toga, između ostalog, nije bilo uvjeta za formiranje većih naseobina odnosno gradskih središta. Isto tako za ostvarivanje tog procesa nedostajale su intenzivne prometne veze, trgovina i specijalizirani obrti, što su sve temeljni uvjeti za stvaranje gradskih središta. Ovisnost seljaka u odnosu na plemstvo, u pravnom smislu – oni su bili vezani za svoje prebivalište, također je onemogućavalo da se broj stanovnika u pojedinim naseobinama povećava imigracijom. To su i osnovni razlozi, što su se u to vrijeme samo tri mjesta počela oblikovati kao gradska središta, tj. Krapina, Klanjec i Varaždin. Hrvatsko zagorje u pisanim se dokumentima spominje od srednjega vijeka, a na zemljovidima je zabilježeno prvi puta u šesnaestom stoljeću. Tada je područje između Medvednice, Sutle, Drave i Kalnika bilo podijeljeno u tri županije; Varaždinsku, Hraščinsku i Zagorsku, no sve je ubrzo spojeno u jednu Varaždinsku županiju.

### Ratovi s Turcima
Zagorje je zbog udaljenosti od ratnih zbivanja i relativne sigurnosti bilo imigracijski prostor u koji je doselilo brojno stanovništvo iz nesigurnih graničnih hrvatskih krajeva prema Osmanlijskom Carstvu, predvođeno plemstvom, koje diljem Zagorja gradi brojne dvorce. Formirala su se brojna mala raštrkana naselja, često sastavljena od zaselaka, dok su uz ceste i putove osnovana nizna naselja. U vrijeme najtežih turskih navala na Hrvatsku u krapinskoj je utvrdi održano pet Hrvatskih sabora (1598., 1599., 1600., 1605. i 1607. godine). Grad Krapina je često mijenjao svoje vlasnike. Najstariji vlasnici bili su hrvatski i ugarski kraljevi, a pored njih gospodari ovog grada bili su i kneževi Celjski, obitelj Keglević i Drašković dok su posljednji gospodari grada bili obitelj Lichtenberg i Ottenfels. U srednjem vijeku Krapina je bila važno razvijeno trgovište. U 1347. godini kralj Ljudevit dodjeljuje joj privilegij slobodnog kraljevskog grada. U to vrijeme ona je bila središte Županije zagorske. U 16. stoljeću pripojena je Varaždinskoj županiji.

## Gospodarstvo
Više od 4/5 od ukupnog broja naselja ima manje od 500 stanovnika. No samo u prometno najizoliranijima održala se tradicionalna ruralna struktura, dok se veći dio urbanizirao pod utjecajem lokalnih centara rada, ali i obližnjeg Zagreba. Poljoprivredu, koja je sve do početka XX. stoljeća bila najvažnija djelatnost u Zagorju, u posljednjih sto godina sve više nadopunjuju ili zamjenjuju druge djelatnosti. Zbog velike gustoće stanovništva osnovani su brojni pogoni, prvenstveno radno-intenzivne tekstilne, ali i drugih industrija. Međutim, mnoge su od njih do danas prestale postojati, što je prouzročilo veliku nezaposlenost, a slično se dogodilo i početkom šezdesetih godina XX. stoljeća kada su zatvoreni gotovo svi zagorski ugljenokopi. 

## Gradovi i općine u Hrvatskom zagorju s više i manje od 6000 stanovnika
| Više od 6000 stanovnika (2001.) |
| --- |
| - Varaždin (46.946 st.) ↓a - Zaprešić (25.223 st.) - Ivanec (14.434 st.) - Novi Marof (13.857 st.) - Krapina (12.950 st.) - Zabok (8990 st.) - Lepoglava (8718 st.) - Bedekovčina (8482 st.) - Pregrada (7165 st.) - Varaždinske Toplice (6973 st.) - Bistra (6870 st.) - Trnovec Bartolovečki (6852 st.) - Maruševec (6692 st.) - Sveti Križ Začretje (6619 st.) - Marija Bistrica (6612 st.) - Zlatar (6506 st.) - Oroslavje (6138 st.) |

| Manje od 6000 stanovnika (2001.) |
| --- |
| - Krapinske Toplice (5744 st.) - Gornja Stubica (5726 st.) - Donja Stubica (5680 st.) - Cestica (5678 st.) - Vidovec (5539 st.) - Hum na Sutli (5476 st.) - Gornji Kneginec (5259 st.) - Veliko Trgovišće (5220 st.) - Petrijanec (4994 st.) - Bednja (4765 st.) - Sračinec (4714 st.) - Đurmanec (4481 st.) - Martijanec (4327 st.) - Sveti Đurđ (4174 st.) - Konjščina (4074 st.) - Vinica (3747 st.) - Jalžabet (3615 st.) - Sveti Ilija (3532 st.) - Radoboj (3513 st.) - Desinić (3478 st.) - Klanjec (3234 st.) - Lobor (3217 st.) - Petrovsko (3022 st.) - Donja Voća (2844 st.) - Zlatar Bistrica (2830 st.) - Budinščina (2793 st.) - Stubičke Toplice (2752 st.) - Mače (2715 st.) - Breznica (2304 st.) - Beretinec (2288 st.) - Klenovnik (2278 st.) - Mihovljan (2234 st.) - Tuhelj (2181 st.) - Ljubešćica (1959 st.) - Kumrovec (1854 st.) - Hrašćina (1826 st.) - Kraljevec na Sutli (1815 st.) - Jesenje (1643 st.) - Breznički Hum (1575 st.) - Bedenica (1522 st.) - Visoko (1518 st.) - Novi Golubovec (1073 st.) - Zagorska Sela (996 st.) |

↑a  Pripadnost Varaždina Hrvatskom zagorju je tema prijepora.

## Turizam
Hrvatsko zagorje ima velike turističke potencijale. Nalazi se na dodiru Alpa, unutrašnjih Dinarida i panonskog prostora pa je stoga tektonski dosta složeno, što utječe na razmjerno živu tektonsku aktivnost. Tuda se pruža nekoliko rasjednih linija duž kojih su nastali brojni topli izvori koji se turistički valoriziraju. Od većeg broja toplica, najpoznatije su Stubičke, Krapinske, Tuheljske]. Također, bogato je i kulturno-povijesno naslijeđe: burgovi, dvorci, crkve i drugi spomenici. Od velikog broja burgova i dvoraca, najpoznatiji su dvorci Trakošćan (na brježuljku iznad gornjeg toka Bednje) te Veliki Tabor (kod Pregrade, nedaleko od rijeke Sutle). Marija Bistrica je najpoznatije hodočasničko središte u Hrvatskoj, a u središta hodočasničkog turizma pripada i Trški Vrh kod Krapine te Vinagora kod Pregrade. Turističkoj privlačnosti pridonose nalazište krapinskog pračovjeka i etnoselo u Kumrovcu, a u neposrednoj blizini Klanjca je Zelenjak, sutjeska rijeke Sutle, gdje se nalazi spomenik hrvatskoj himni. Zagorje svoju konkuretnost gradi na ponudi autohtonog, kvalitetnog i ekološki uzgojenog proizvoda. Institucije, Županija, gradovi i općine, te turističke zajednice županije, gradova i općina, podrška su razvoju i brendiranju Zagorja kao jedinstvene i prepoznatljive turističke destinacije.

## Galerija slika
- Bazilika Majke Božje Bistričke
- Trakošćan
- Veliki Tabor
- Zelenjak – spomenik hrvatskoj himni
- Krapina – Spomenik Ljudevitu Gaju
- Kumrovec – Spomen-kuća Titu
- Veliko Trgovišče – Spomen-kuća Dr. Franje Tuđmana
- Novi dvori u Zaprešiću za vrijeme obnove
- Stadion Intera iz Zaprešića
- Središte Krapine
- Stari grad Varaždin
- Trakošćansko jezero i dvorac Trakošćan

## Šport
Održavala se trkačka utrka 100 km po Zagorju, što je bio prvi hrvatsko-jugoslavenski supermaraton. Polumaraton Mihanović održava se od 1988.; staza prolazi dijelom Zagorja koji je inspirirao Antuna Mihanovića da ispjeva pjesmu „Lijepa naša domovino“ koja je kasnije postala hrvatskom himnom.

## Unutarnje poveznice
- Drvene igračke Hrvatskog zagorja
- Klijet

## Vanjske poveznice

### Sestrinski projekti
|  | Zajednički poslužitelj ima još gradiva o temi Hrvatsko zagorje |

### Mrežna mjesta
- Hrvatsko zagorje Hrvatska enciklopedija
- Hrvatsko zagorje geografija.hr

46°06′25″N 15°55′42″E / 46.10704709°N 15.92839755°E